# Gavião
Gavião és un municipi portuguès, situat al districte de Portalegre, a la regió d'Alentejo i a la subregió de l'Alto Alentejo. L'any 2006 tenia 4.252 habitants. Limita a l'oest i nord amb Mação, a l'est amb Nisa, al sud-est amb Crato, al sud-oest amb Ponte de Sor i a l'oest amb Abrantes.
Gavião va rebre la carta foral de Manuel I de Portugal el 23 de novembre de 1519.

## Població
| Població del concelho de Gavião (1801 – 2004) | Població del concelho de Gavião (1801 – 2004) | Població del concelho de Gavião (1801 – 2004) | Població del concelho de Gavião (1801 – 2004) | Població del concelho de Gavião (1801 – 2004) | Població del concelho de Gavião (1801 – 2004) | Població del concelho de Gavião (1801 – 2004) | Població del concelho de Gavião (1801 – 2004) | Població del concelho de Gavião (1801 – 2004) |
| --------------------------------------------- | --------------------------------------------- | --------------------------------------------- | --------------------------------------------- | --------------------------------------------- | --------------------------------------------- | --------------------------------------------- | --------------------------------------------- | --------------------------------------------- |
| 1801                                          | 1849                                          | 1900                                          | 1930                                          | 1960                                          | 1981                                          | 1991                                          | 2001                                          | 2004                                          |
| 1462                                          | 3793                                          | 6462                                          | 9168                                          | 10049                                         | 6850                                          | 5920                                          | 4887                                          | 4453                                          |

## Freguesies
- Atalaia
- Belver
- Comenda
- Gavião
- Margem